# Diapensiales
Diapensiales é uma ordem de plantas dicotiledóneas. No sistema de Cronquist (1981) ela é composta por uma única família:
- Diapensiaceae

No sistema APG II (2003) esta ordem não existe. A família Diapensiaceae é colocada na ordem Ericales.